# 島村穰
島村 穰（しまむら みのる、1944年（昭和19年）8月1日 - ）は、日本の政治家。元埼玉県上尾市長（3期）、元上尾市議会議員（1期）。

## 経歴
- 埼玉県北足立郡上平村（現・上尾市）に生まれる。父は上平村長であった[2]。小松原高等学校（現叡明高等学校）卒業。1963年（昭和38年）4月、上尾市役所に入所[3]。
- 2003年（平成15年）市役所を退職し、12月の上尾市議会議員選挙に立候補し初当選（任期開始日は2004年1月1日）[4]。
- 2008年（平成20年）2月3日に行われた上尾市長選挙で3人の候補者との争いを制し初当選を果たした[5]。2月18日、市長就任[4]。
- 2012年（平成24年）2月に再選。
- 2016年（平成28年）2月に3選。座右の銘は誠心誠意[6]。市職員の削減などにより45億円の経費削減を実現したという[7]。
- 2017年（平成29年）
  - 1月5日、上尾市図書館移転計画をめぐり、市民団体のメンバーらは、市が結んだ高額の用地買収契約は地方自治法に違反し無効として、売却元の企業と島村に対し買収費用に当たる約9,500万円を請求するよう市に求める住民訴訟をさいたま地方裁判所に起こした[8]。
  - 10月30日、ごみ処理施設の業務受注を巡り入札予定価格を漏らしたなどとして、公契約関係競売入札妨害および収賄の疑いで、市議会議長の田中守らとともに埼玉県警察に逮捕された[9]。埼玉県内の現職首長で逮捕された例は1998年の岩槻市の斎藤伝吉市長以来であり、現職首長と現職議長の同時逮捕は全国初である。
  - 11月6日付で、代理人を通じて市議会副議長宛てに辞職願を提出し、これが受理された。
  - 11月8日付で、田中守市議会議長も、代理人を通じて市議会副議長宛てに辞職願を提出し、これが受理された。また同日開催の、平成29年度上尾市議会第1回臨時会の本会議にて、11月6日付市長提出分と併せてこれが承認され、両者の公職の失職が確定した[10][11]。
  - 11月20日、田中守元市議会議長らとともに、公契約関係競売入札妨害などの罪で、さいたま地方検察庁により起訴された。また同日、同元市議会議長らとともに、賄賂罪の疑いで、埼玉県警察により再逮捕された[12]。
  - 12月11日、受託収賄罪で、さいたま地方検察庁により追起訴された[13]。
- 2018年（平成30年）
  - 3月23日、さいたま地方裁判所により、懲役2年6月、執行猶予4年、追徴金60万円の有罪判決を下され、これが確定した[14]。（一方、田中守被告は、3月1日に同裁判所により、懲役2年6月、執行猶予4年、追徴金50万円の有罪判決を下され、これが確定した[15]。）